# Moordpartij Stanleystad 1964

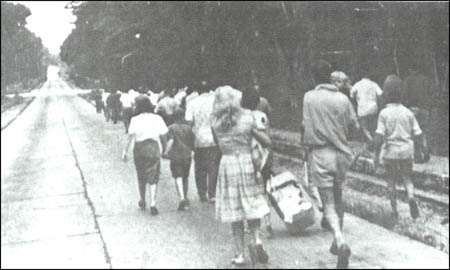
Vluchtelingen op weg naar het vliegveld

De moordpartij in Stanleystad (Kisangani) in 1964 kostte het leven aan 26 katholieke missionarissen - paters, broeders en zusters. Voor hen kwam de hulp van de Belgische para's te laat.

## Simba's in Stan
Op 1 augustus 1964 drongen Simba's vanuit Kindu het diocees van Stanleystad binnen. Op 4 augustus maakten ze zich meester van de stad. Soumialot en Gbenye die met een tussenspanne van een week in Stanleystad arriveerden, eisten beiden dat een plechtige dankmis in de kathedraal werd opgedragen te hunner ere. Spoedig nadien begon het moorden. De elite van Stanleystad – 2500 à 3000 personen – werd omgebracht. Velen werden geëxecuteerd voor het standbeeld van Lumumba. Er waren daden van kannibalisme, doders die het hart of andere lichaamsdelen van hun slachtoffers opaten.

## Missionarissen bevrijd
Begin september werden 72 missionarissen vanuit hun missieposten in de diocesen Lolo, Lisala, Buta en Bondo naar Stanleystad gebracht. Blijkbaar was dit een gevolg van een foute lezing van een telegram waarin de rebellen werd opgedragen :
Amenez à Stanleyville tous les mercenaires que vous aurez attrapés.
Breng alle huurlingen die u heeft gevangen naar Stanleystad.
De rebellen zouden ‘mercenaires’ (huurlingen) en ‘missionaires’ (missionarissen) door elkaar gehaald hebben. Gbenye beloofde de missionarissen schadevergoeding te betalen. Na een verblijf van tien dagen in de procure van Stanleystad zouden ze naar hun missieposten mogen terugkeren. Langs de radio hield Gbenye echter verschillende haatdragende discours tegen buitenlanders, inzonderheid de missionarissen. Op 28 oktober, na desastreus nieuws van het front, gaf generaal Olenga het bevel alle Belgen en Amerikanen gevangen te nemen en ook de missionarissen omdat die het Congolese leger zouden steunen. Mgr. Fataki kon van kolonel Opepe gedaan krijgen dat de gevangenen naar de procure werden gebracht. Daar werden ze op 24 november door de para’s bevrijd.
Op bevel van de kolonel werden alle Belgen in Stanleystad opgepakt en samen met de Belgische missionarissen naar ‘Hôtel des Chutes’ gebracht, waar ook de kolonel verbleef. Bij de 350 gearresteerden waren een vijftigtal missionarissen, waaronder 14 priesters van het Heilig Hart (SCJ). Na twee dagen verblijf in de bar van het hotel werden de paters naar het militaire kamp Ketele gebracht en van daar naar het internaat van de maristen. Naargelang het front korter bij kwam en de komst van Belgische parachutisten waarschijnlijker, werden de Simba’s zenuwachtiger. Op 24 november werden 74 missionarissen in Stanleystad, in de procure en bij de maristen, door Belgische para’s en Congolese soldaten bevrijd. Hun geluk was dat ze vanuit Opienge, Banalia, Yaleko, Basoko, Opala, Ikela, Lolo en andere missieposten naar het centrum van Stanleystad waren overgebracht, waar de para's hen snel konden vinden.

## Linkeroever
Heel anders verging het de confraters op de linkeroever en in de meer afgelegen missieposten. Op 14 november waren de paters Trausch en Schuster, broeder Jozef Vanderbeek samen met de zusters van de missie in Ponthierville en andere blanken gevangengenomen. Dagelijks werden ze geslagen tijdens een ceremonie voor de vlag, vooral pater Trausch, en door een tribunaal ondervraagd. Op 23 november werden de paters en de zusters per trein naar Stanleystad Linkeroever gebracht. Onderweg werden ze geslagen en gestampt. De paters en de broeder werden in een cachot opgesloten, de zusters bij de Dominicanessen ondergebracht.
Op 24 november sprongen de para’s boven Stanleystad. Vanop de linkeroever konden de Simba’s de vliegtuigen zien cirkelen. Ze schoten erop, maar hun geweren droegen niet ver genoeg. Om 11 uur kwamen ze naar de missie en beschuldigden de paters ervan dat ze een radiozender hadden. Een uur lang werd de missiepost doorzocht, zonder resultaat. Uit de koffer werd 30000 fr geroofd. Terwijl de Simba’s naar het klooster van de Dominicanessen gingen om ook daar het geld op te eisen, vluchtte pater ten Bosch uit zijn kamer en ging zich verstoppen boven het plafond van de sacristie. De bewakers verplichtten de broeders de pater te zoeken. Ondertussen waren de zusters allemaal bijeengebracht op de binnenplaats van de missie, kort bij de sacristie waar pater Ten Bosch werd gevonden. Hij werd ervan beschuldigd dat hij geld gaan verstoppen was. Zijn gezicht en rug werden bewerkt met geweerkolven. Daarop werd iedereen opgesloten in de kelder van een directeurswoning. In de kleine, vochtige ruimte, die tot voor kort als urinoir was gebruikt door de Simba’s, was er onvoldoende plaats: sommige gevangenen konden liggen als anderen bleven rechtstaan of zitten. Behoeften moesten noodgedwongen in de gezamenlijke ruimte worden gedaan.
Tijdens de nacht kwamen Simba’s de gevangenen monsteren. Zij eigenden zich alle polshorloges toe. Later kwamen ze terug: ze wilden broeder Richard een non zien verkrachten. Toen hij dat weigerde werd hij zwaar mishandeld. De Simba’s probeerden dan broeder Damien zover te krijgen, en ook pater Trausch en broeder Henri maar telkens stuitten ze op een categorische weigering. Elke nieuwe weigering lokte echter ergere wreedheid uit.
Daarop beslisten de Simba’s dat ze de zusters onder handen gingen nemen. De zusters werden een voor een naar boven gebracht en aan vier Simba’s overgeleverd. De hele nacht en de volgende morgen werden in grote radeloosheid doorgebracht.
Op 25 november om 16 uur bracht een vrachtwagen vanuit Yanonge nog meer gevangenen: paters Van der Vegt, Verberne en Nieuwkamp en drie zusters, allen met als enig kledingstuk een broek of slip. De paters moesten onmiddellijk de kelder in, de zusters moesten boven blijven zodat de Simba’s zich met hen konden vermaken.

## Executies
Rond 17 uur werden alle gevangenen naar de grote zaal gebracht waar een Simba aankondigde dat ze allemaal zouden worden geëxecuteerd ‘omdat ze niet naar Congo gekomen waren om het Evangelie te prediken maar om aan vuile politiek te doen.’ Eerst werden de mannen doodgeschoten. De drie broeders werden nog even gespaard: zij zouden de lijken moeten begraven. Pater Schuster werd tijdens het salvo door twee kogels geraakt, viel maar was niet dood. De zusters werden voor de hoop neergeschoten paters geplaatst en op hun beurt gemitrailleerd. Dodelijk getroffen vielen de zusters op de geëxecuteerde paters, waarbij de enkel van pater Schuster pijnlijk geklemd geraakte onder het lichaam van een neergevallen zuster. Hij trachtte zijn voet vrij te maken maar een zuster fluisterde hem toe:
‘Fais le mort!’
 ‘Doe alsof je dood bent!’
Iedereen was neergeschoten en de rebellen trokken zich terug. Nu verschenen de ‘jeunesses MNC’ om de keel over te snijden van hen die tekenen van leven gaven. Nadat ze pater Nieuwkamp op die manier hadden afgemaakt zei er eentje: ‘En nu die ouwe grijze’ – doelend op pater Schuster. Maar een compagnon antwoordde: ‘Niet nodig, die is al dood.’ Ze wilden toch zeker spelen maar hun mes trof een lichaam dat tegen pater Schuster aanlag. Ze doodden daarop pater Van der Vegt, die nog spreken kon en zich wilde verdedigen, en gingen dan weg. De Simba’s verplichtten de drie broeders om de lichamen naar de veranda te brengen. Daarna moesten ze die in de stroom gaan gooien maar het was al laat. De Simba’s vonden het goed dat dit werk ’s anderendaags ’s morgens zou gebeuren.
Verscheidene slachtoffers bleken nog niet dood. Velen kreunden, enkelen vroegen om hen meteen in het water te gooien. Terwijl de broeders haar naar de veranda droegen kwam zuster Olimpia (Rosa Gorostiaga, Arruazu, Spanje) tot bewustzijn. Zij slaagde erin haar geloftenring uit te doen en ook die van haar Moeder overste die naast haar lag. Ze overhandigde de ringen aan een broeder, zeggende: ‘Steek die in uw zak!”. Een Simba die gezien had dat de broeder met de zuster praatte, liep naar haar toe om haar de keel over te snijden. Tot ontsteltenis van de broeder vroeg de zuster aan de Simba om even te wachten. Zij knoopte de boord van haar nauw sluitend hemd los en zei: ‘Snijd nu!’ waarop de Simba haar de keel over sneed. Terwijl ze hem wegdroegen sprak ook pater Ten Bosch nog: ‘Broeders, ik zal niet meer genezen, mijn benen zijn verlamd.’
’s Anderendaags konden de broeders de lichamen niet naar de rivier dragen, want die lag onder hevig vuur van de para’s op de rechteroever. Niemand merkte dat pater Schuster verdwenen was. Die was ’s nachts van onder de lijken gekropen en had zich verstopt in een nabijgelegen maniokveld. Hij kon zijn schuilplaats op 27 november verlaten, toen Katangese gendarmes de Simba’s er hadden verdreven. Ook de broeders Richard, Jean-Marie en Cyprien werden bevrijd.

## Slachtoffers

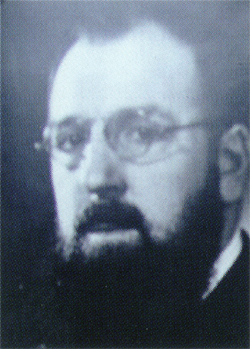
Pater Hendrik Van der Vegt (Nl, geb. 1909, SCJ)
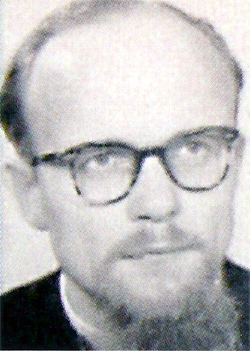
Pater Hendrik Verberne (Nl, geb. 1924, SCJ)
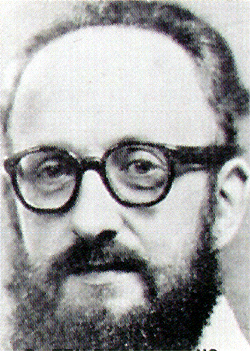
Pater Frans Ten Bosch (Nl, geb. 1913, SCJ)
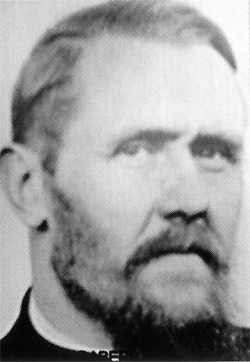
Broeder Martin Brabers (Nl, geb. 1905, SCJ)
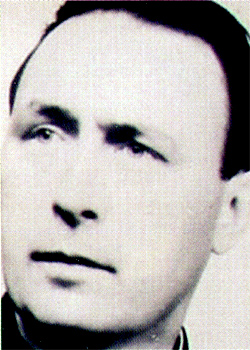
Pater Jozef Conrad (Lux, geb. 1915, SCJ)
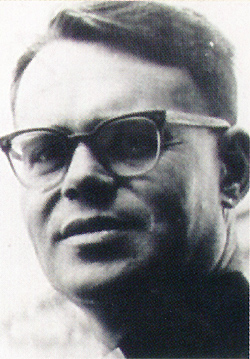
Pater Amor Aubert (B, geb. 1927, SCJ)
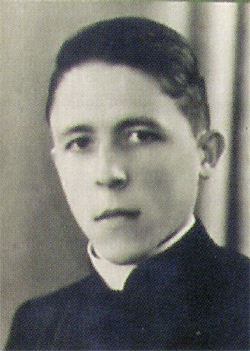
Broeder Aloysius Paps (B, geb. 1921, SCJ)
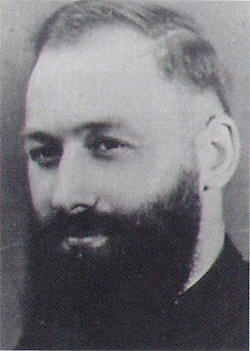
Pater Jean Trausch (B, geb. 1918, SCJ)
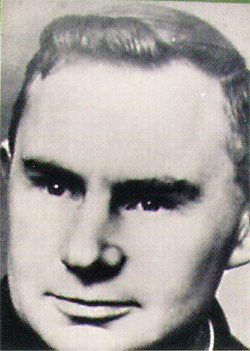
Broeder Hendrik Vanderbeek (B, geb. 1912, SCJ)
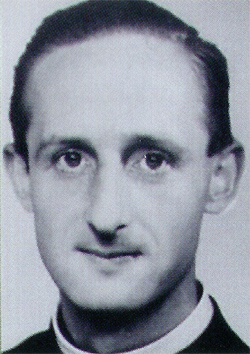
Pater Gerard Nieuwkamp (Nl, geb. 1932, SCJ)

- Zuster-overste Madeleine Marion (Fr, geb. 1906, Soeur de la Doctrine Chrétienne)
- Zuster Julia Bauer (Lux, geb. 1908, Soeur de la Doctrine Chrétienne)
- Zuster Elisabeth Huberty (B, geb. 1918, Soeur de la Doctrine Chrétienne)
- Zuster Nelly Bach (Lux, geb. 1930, Soeur de la Doctrine Chrétienne)
- Zuster Marie Kaufmann (Lux, geb. 1932, Soeur de la Doctrine Chrétienne)
- Zuster Hilda Berens (Lux, geb. 1933, Soeur de la Doctrine Chrétienne)
- Zuster Hélène Henry (Fr, geb. 1920, Soeur de la Doctrine Chrétienne)
- Zuster Maria Dolores Alvarez (Sp, geb. 1914, Dominicanes van de H. Rozenkrans)
- Zuster Angelina Del Prado (Sp, geb. 1937, Dominicanes van de H. Rozenkrans)
- Zuster Irène Pilar Eslava (Sp, geb. 1934, Dominicanes van de H. Rozenkrans)
- Zuster Rosa Gorostiaga (Sp, geb. 1916, Dominicanes van de H. Rozenkrans)
- Zuster Thérèse Kraus (Lux, geb. 1922, Zuster van Sint Elisabeth)
- Zuster Marie-Thérèse Lommel (B, geb. 1932, Zuster van Sint Elisabeth)
- Zuster Anna Roob (Lux, geb. 1911, Zuster van Sint Elisabeth)
- Zuster Angela Dischiena (It, geb. 1932, Franciscanes Missionaris van Maria)
- Zuster Irène Perez (Sp, geb. 1908, Franciscanes Missionaris van Maria)

## Memoriaal-Kongolo Gentinnes (België)
Het Chapelle-Mémorial Kongolo te Gentinnes, België, is een herdenkingsplaats geworden voor alle slachtoffers vanaf de onafhankelijkheid van Congo (juni 1960) en de ‘troubles’ die daarna volgden tussen 1962 en 1964. Het gaat om een kapel met aan de buitenmuur de namen van de omgekomen missionarissen.
Het eerste idee was om een herdenkingsplaats te maken voor de 19 missionarissen die omgekomen waren in 1962. Echter later wordt besloten om er een herdenkingsplaats van te maken voor alle omgekomen missionarissen in Congo, ongeacht de nationaliteit of religie. In totaal staan er 217 namen op de buitenmuur van het kapel.
Op 7 mei 1967 werd de herdenkingsplaats ingehuldigd door Koning Boudewijn